# Kees Schouhamer Immink
Kornelis Antonie "Kees" Schouhamer Immink, född 18 december 1946 i Rotterdam i Nederländerna, är en nederländsk elektroingenjör, forskare, uppfinnare och entreprenör. Han är känd för att tagit fram en central del av CD-, DVD- och Blu-ray Disc-standarden.

## Biografi
Immink utbildade sig först vid Rotterdams högskola där han avlade examen 1967 och sedan vid Eindhovens tekniska universitet där han avlade ingenjörsexamen på magisternivå 1974. Immink arbetade som ung ingenjör vid Philips när utvecklingsarbetet som ledde till CD-skivan bedrevs under mitten av 1970-talet. Immink arbetade då i en annan utvecklingsgrupp, med reglertekniska uppgifter i samband med utvecklingen av den analoga laserbaserade videoskivan Laserdisc, som Philips lanserade 1978, men som inte blev någon framgång. 1979 kom Immink istället att bli involverad i den pågående CD-utvecklingen. Vid denna tid hade en grupp vid Philips tagit fram teknik för laserbaserade digitala ljudskivor, samtidigt som Sony tagit fram en snarlik teknik. De två olika systemen var dock inte kompatibla med varandra, vilket fick Philips och Sony att inleda samarbete för att enas om en gemensam utformning som skulle kunna bli en branschstandard. Immink fick inledningsvis uppgiften att genomföra mätningar och tester på de två systemen för att bland annat se hur de hanterade småfel och repor på skivorna.
Immink kom därefter på ett sätt att förbättra kodningen som användes på skivorna, för att kunna lagra ungefär 30 procent mer information och därmed uppnå längre speltid för skivan. Han menade att de inledande designerna använde onödigt mycket plats på skivan för att vägleda laserstrålen, och att detta kunde reduceras om styrmekanismen för det använda servot förbättrades. Hans idé kallas Eight-to-fourteen modulation (EFM) och innebär att 8 bitar ljudinformation omvandlades till en serie om 14 bitar som hade vissa egenskaper avseende sekvensen av ettor och nollor för att underlätta vägledningen av laserstrålen. Därtill kom tre bitar för att separera varje block om åtta bitar ljudinformation vilket innebar totalt 17 bitar. I Sonys design användes totalt 24 bitar för att lagra samma information. Immink presenterade detta förslag för Philips och Sonys utvecklingsgrupp i mitten av 1980. Inledningsvis fanns en viss tvekan eftersom EFM-moduleringen i jämförelse med de tidigare designerna skulle kräva mer komplicerade integrerade kretsar med fler logiska grindar för att avmodulera informationen från 14 till 8 bitar vid uppspelningen av skivan. Vid denna tid riskerade detta att bli kostnadsdrivande för CD-spelaren. Efter att Immink några veckor senare lyckats reducera det antalet logiska grindar som skulle krävas accepterades hans förslag. Senare under 1980 publicerade Sony och Philips gemensamt publikationen Red Book, som angav standarden för ljud-CD, och denna inkluderade Imminks EFM-teknik. De första CD-spelarna började säljas till konsumenter 1982.
EFM användes senare för MiniDisc, som lanserades 1992. En något mer kompakt version kallad EFMPlus användes för DVD när den lanserades 1995 och för Super Audio CD som lanserades 1999.
Efter att ha lärt sig kodningsteori på egen hand i samband med CD-utvecklingen tyckte Immink att han ville formalisera sin kompetens på området. Han skrev därför ett antal forskningsartiklar som 1985 ledde till en doktorsexamen vid Eindhovens tekniska universitet.
Immink är medlem av IEEE och tilldelades Edisonmedaljen 1999 "för en kreativ karriär med signifikant prestation inom elektrisk kretsteori". Han invaldes 2003 som utländsk associerad ledamot av amerikanska National Academy of Engineering.

## Utmärkelser och hedersbetygelser
- IEEE Medal of Honor, 2017[3]
- Faraday-medaljen, 2015
- IEEE Edison Medal, 1999